# 净源
淨源法師（1011年—1088年），俗姓楊，字伯長，法號淨源，號潛叟，泉州晉江縣（今福建泉州晉江）人，人稱晉水法師或晉水沙門，宋代僧侶。被稱譽為華嚴宗在北宋的中興之祖。被認為是華嚴宗的七祖，或十祖。

## 生平
其早年在五台山受具足戒，拜师承迁学习《華嚴經》，后学于明覃门下。之后向子璇学习《楞严经》、《圆觉经》和《大乘起信论》。曾经主持泉州清凉寺、苏州报恩寺、观音寺、杭州祥符寺、善住寺等。宋神宗时期，為钱塘慧因寺住持，時门下有高丽僧义天，并由义天请高丽遣使赠之前遗失的《华严经》三种译本（六十华严、八十华严、四十华严）。